# 氯雷他定
樂雷他定 (INN:loratadine)，以Claritin（有開瑞坦，或佳力天的中文譯名）等品牌名稱於市場上銷售，是一種用於治療過敏（包括過敏性鼻炎（花粉症）和蕁麻疹）的藥物。也有將其與其他藥物組合，成為複方藥的形式，例如與鼻腔去充血劑偽麻黃鹼結合，成為偽麻黃鹼 /樂雷他定。
此藥物採口服方式給藥。
使用後常見的副作用有嗜睡、口乾和頭痛。嚴重的副作用很少見，有過敏反應、癲癇發作和肝臟問題 。個體於懷孕期間使用，對於胎兒似乎安全，但此尚未經過充分研究。不建議兩歲以下的兒童使用。此藥物屬於H1拮抗劑（第二代抗組織胺藥）家族 。
樂雷他定於1980年取得專利，並於1988年上市 。 它已列入世界衛生組織基本藥物標準清單之中。 市面上有樂雷他定的通用名藥物（學名藥）販售 。 它在美國是一種非處方藥。  於2022年，此藥物是美國處方量排名第72的藥物，開立的處方箋超過900萬張。 於2022年，樂雷他定與偽麻黃鹼組合的複方藥在美國的處方量排名第289位，開立的處方箋超過50萬張。 

## 醫療用途
樂雷他定適用於緩解過敏症狀，例如花粉症（過敏性鼻炎）、蕁麻疹、慢性特發性蕁麻疹，和其他皮膚過敏 。對於過敏性鼻炎，樂雷他定適用於改善鼻部和眼部症狀，包括打噴嚏、流鼻涕以及眼睛發癢或有灼熱感。
樂雷他定能減輕與木村病相關的搔癢，作用與西替利嗪類似。

### 複方藥物
偽麻黃鹼/樂雷他定是一種樂雷他定與鼻腔去充血劑偽麻黃鹼組合而成的固定劑量複方藥。

### 劑型

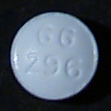
一顆10毫克氯雷他定錠劑（處方藥）。

此藥物有錠劑、口服懸浮液和糖漿的多種不同劑型。 另有口服速溶錠劑型 。

## 禁忌症
使用樂雷他定的個體通常可進行母乳哺育，而不致對嬰兒不利。它在美國被歸類為懷孕B類，表示動物生殖研究並未證明對胎兒有風險，但也尚未在懷孕婦女中進行足夠且良好的對照研究。

## 不良反應
氯雷他定是一種 "非嗜睡性（非鎮靜性）" 的抗組織胺藥，引起的鎮靜作用和精神運動遲緩現象，比舊型抗組織胺藥來得少 (但在某些情況下仍可能顯著)，這是因為它較少穿透血腦屏障而影響到中樞神經系統的緣故。也可能會造成頭痛 。
樂雷他定與早期抗組織胺藥不同，不是蕈毒鹼型乙醯膽鹼受體拮抗劑，基本上沒有抗蕈毒鹼作用（而不會導致如尿滯留、口乾、視力模糊） 。

## 交互作用
會抑制CYP3A4酶的物質，例如酮康唑、紅黴素、西咪替丁和呋喃香豆素衍生物（存在於葡萄柚中），會導致樂雷他定的血漿水平升高 - 即血液中藥物濃度高於典型劑量所應有的水平。 這在使用10毫克樂雷他定劑量治療的對照試驗中曾產生臨床上顯著的影響 。
在進行皮膚過敏測試前48小時應停用抗組織胺藥（包含氯雷他定），因為這些藥物可能會阻止或減弱對皮膚活性指標的陽性反應 。

## 藥理學

### 藥效學
樂雷他定是一種三環類抗組織胺藥，作為周邊組織胺H1受體的選擇性反向活化劑 。 第二代組織胺拮抗劑的效力（由強到弱排序）為：地氯雷他定 > 左西替利嗪 > 西替利嗪> 非索非那定 > 特芬那定 > 樂雷他定。 然而，作用的發生時間有顯著差異，且臨床療效並非總是直接與H1受體效力相關，因為還必須考慮受體所處的游離藥物濃度。 樂雷他定還顯示出獨立於H1受體的抗發炎特性。其作用是透過抑制NF-κB路徑，並調節細胞激素和趨化因子的釋放來實現，從而調節發炎細胞的募集（發炎細胞被吸引或引導到特定的組織或部位的過程）。

### 藥物動力學
樂雷他定經口服給藥，在胃腸道中會被良好吸收，並具有快速的肝臟首渡效應（代謝）作用。 它主要由細胞色素P450系統的同功酶代謝，包括CYP3A4、CYP2D6，以及較少程度的其他幾種酶。 樂雷他定幾乎完全 (97–99%) 與血漿蛋白結合。 它的代謝物地氯雷他定主要負責其抗組織胺作用，與血漿蛋白的結合率為73–76% 。
服用樂雷他定可在1到2小時後達到藥效高峰，其生物半衰期平均為8小時（範圍3至20小時），而地氯雷他定的生物半衰期為27小時（範圍9至92小時），表示其具有長效作用 。大約40%的樂雷他定以結合代謝物的形式經尿液排出，類似的量則經糞便排出。 在尿液中可發現微量的未代謝樂雷他定 。
樂雷他定在結構上與三環類抗憂鬱藥，例如丙咪嗪的關係密切，與非典型抗精神病藥（例如喹硫平）的關係則較遠。 

## 歷史
先靈葆雅製藥之所以開發樂雷他定，是為尋找一種潛在的暢銷藥：一種非鎮靜性抗組織胺藥。 當先靈葆雅將該藥物提交給美國食品藥物管理局 (FDA) 審批時，FDA已批准競爭對手提出的非鎮靜性抗組織胺藥 - 特芬那定 (商品名Seldane)，因此將樂雷他定的審批順序降低。但特芬那定在1997年底因服用者出現嚴重的心室心律不整報告，製造商被迫將其從美國市場撤下。 
樂雷他定於1993年獲得FDA批准。此藥物在美國一直到2002年專利到期前都只能憑處方取得 。 它隨後被批准作為非處方藥銷售。 一旦它成為非專利非處方藥，價格便大幅下降。
先靈葆雅製藥也開發出地氯雷他定（商品名Clarinex/Aerius），它是樂雷他定的一種活性代謝物。

## 社會與文化

### 非處方藥
美國保險公司Elevance Health（在2022年之前稱為Anthem Inc）於1988年採取一項在美國前所未有的行動：向FDA請願，要求允許樂雷他定和其他兩種抗組織胺藥在仍處於專利保護期內即可作為非處方藥銷售。 FDA也批准這項請求，但這對製造商沒強制約束力。先靈葆雅直到2002年才將樂雷他定在美國作為非處方藥上市。 截至2015年，樂雷他定已在許多國家作為非處方藥銷售 。

### 品牌
截至2017年，樂雷他定在全球以許多品牌名稱和多種形式銷售，包括與偽麻黃鹼、對乙醯氨基酚 、倍他米松、氨溴索、沙丁胺醇、苯福林（苯腎上腺素）和地塞米松等多種合併，製成複方製劑 。

### 行銷
Claritin這個品牌的行銷在藥物直接面向消費者廣告的歷史中佔有重要地位 。
美國史上第一個處方藥電視廣告於1983年由英國和愛爾蘭連鎖藥妝店博姿推出。 這個廣告引起爭議。 FDA隨後制定嚴格法規，要求公開副作用和其他資訊。 這些規定讓製藥商不願花錢在必須強調負面資訊的廣告上。
先靈葆雅的Claritin行銷團隊在1990年代中期找到一個規避FDA規定的方法。 他們製作建立品牌知名度的廣告，這些廣告從未實際說明藥物的作用，而是展示陽光普照的畫面，旁白則說著諸如 "終於，晴朗的一天來臨了" 和 "是時候使用Claritin了" 等話語，並反覆告訴觀眾 "[關於Claritin]，可詢問您的醫生" 。 第一批廣告讓民眾認識這個品牌，並增加處方量，而促使先靈葆雅和其他公司積極推行這類廣告策略。
1998年，一本基於《蝙蝠俠：動畫系列》的12頁單期漫畫被免費派發，以宣傳"Claritin"。 這本由PRIEST編寫、Joe Staton 繪鉛筆稿、Mike DeCarlo繪墨線稿的漫畫中，蝙蝠俠助手提姆·德雷克因為花粉症和抗組織胺藥物導致的嗜睡而無法履行打擊犯罪的職責。 在獲得"Claritin" 的處方後，他終於能從毒藤女手中救出蝙蝠俠。
這種趨勢，加上FDA律師的建議（指其無法在此議題上贏得美國憲法第一修正案的訴訟），促使FDA於1997年發佈針對電視廣告的新規定。 藥廠獲准不必在簡短的電視廣告中包含雜誌廣告中佔滿一整頁且解釋過於冗長的"簡要摘要"，而是可引導觀眾查閱平面廣告、電話專線和網站以取得資訊，並鼓勵人們若需要更多資訊可諮詢醫生 。
先靈葆雅在1998年至1999年期間於"Claritin"的直接面向消費者廣告上投入3.22億美元，超過任何其他藥物品牌的。  美國製藥產業在直接面向消費者廣告上的支出從1995年的3.6億美元增至1998年的13億美元，到2006年更達到50億美元。